# Бои за Пески
Бои за П́ески — боевые действия на территории Донбасса в рамках вторжения России на Украину.

## Предыстория
Пески — прифронтовой посёлок городского типа в Донецкой области, который был практически полностью эвакуирован ещё в 2014 году. Так, поселение, будучи расположенным всего в нескольких метрах от линии фронта, было местом дислокации 56-й отдельной мотопехотной бригады, которая значительно укрепила данную территорию, создав траншеи, линии укрепления и огневые точки в подвалах домов.
С началом вторжения России вооружённые формирования ДНР, как и сама РФ, нацелились в первую очередь на захват Донбасса, и, соответственно, боевые действия на данном участке значительно активизировались. В частности, начались бои за Авдеевку в трёх километрах от Песок, а 17 марта — и бои за Марьинку.
18 апреля начались полномасштабные бои за Донбасс. Войска РФ начали интенсивную бомбардировку позиций ВСУ.

## Боевые действия
Вооружённые силы ДНР и РФ начали активные боевые действия в районе Песок 28 июля 2022 года, развернув при этом наступательную операцию по линии Пески—Авдеевка, при этом штурмуя окрестные поселения, надеясь окружить Авдеевку, ведя бои за Каменку, Красногоровку и Водяное. Уже 31 июля части ВС РФ смогли добиться переменного успеха на данном направлении, при этом сумев закрепиться на захваченных рубежах.
5 августа армия РФ смогла занять угольную шахту Бутовка-Донецкая, при этом отойдя на край Авдеевки, создав опасное положение для группировок войск РФ в Песках, при этом сообщив о взятии Песок, однако данная информация позже не подтвердилась, тем самым косвенно указывая на факт тяжёлых боёв за населённый пункт, а также плавучесть фронта на данном участке. Через два дня ВС РФ сообщили, что продолжают штурм Песок, зайдя с юго-востока и выйдя к центру посёлка. Журналисты смогли передать несколько изображений, где войска ДНР и РФ занимают оборонительные позиции в центре пгт.
11 августа, исходя из спутниковых снимков и показаний очевидцев, по итогу беспорядочных артиллерийских обстрелов поселения с использованием термобарических зарядов, Пески были фактически полностью уничтожены. Как считают военные эксперты, в том числе из Института изучения войны, армия РФ использовала тактику истощения. Так, пехотные соединения наступали только после тяжёлых и массированных авиаударов и артподготовки, что делало оборону населённого пункта очень трудной из-за малого количества контрбатарейного огня у ВСУ. Как сообщали солдаты и очевидцы, бои на данном участке фронта отличались особенной жестокостью и были подобны мясорубке.
13 августа представители ВС РФ в очередной раз сообщили о захвате Песок, однако это вновь оказалось поспешным и ложным заявлением — боевые действия продолжались. По оценкам ISW, армия РФ временно приостановила к этой дате наступления для укреплений своих позиций и наступлению на Первомайское, Невельское и Опытное, зайдя фактически в тыл Песок. Так, уже 18 августа завязались бои у Первомайского в 10 километрах к западу от Песок, а через шесть дней ВС РФ вышли к Победе.
21 августа Рамзан Кадыров сообщил об окончательном захвате Песок и этапе разминирования, однако полный (или почти) контроль над пгт был получен только 24 августа. 29 августа, по всей видимости, ВСУ удалось частично отбить населённый пункт, однако 2 сентября поселение окончательно перешло под контроль ВС РФ, при этом в окрестностях продолжались тяжёлые бои.